# Bucephaloptera cypria
Bucephaloptera cypria är en insektsart som beskrevs av Willy Adolf Theodor Ramme 1933. Bucephaloptera cypria ingår i släktet Bucephaloptera och familjen vårtbitare. Inga underarter finns listade i Catalogue of Life.